# Аміне Лекомте
Аміне Клод Лекомте-Аддані (нар. 26 квітня 1990) — футболіст, воротар клубу «Ас-Сайлія». Народився у Франції, має марокканське походження. Натуралізований громадянин Катару, який дебютував у збірній Катару в 2015 році.

## Ігрова кар'єра
Аміне виграв Лігу Катару зі своїм клубом «Лехвія» в сезоні 2010–2011. Командою, яку тренує Джамель Бельмаді, грали Бакарі Коне, Аруна Діндан, Абдеслам Уадду, Джасур Гасанов і Карім Будіаф, серед інших.

## Кар'єра у збірній
Лекомте народився у Франції та має французьке та марокканське походження. Він став натуралізованим громадянином Катару, і тому мав право виступати у збірних Катару, Марокко та Франції. У серпні 2011 року Аміне був викликаний Еріком Геретсом до національної збірної Марокко на товариський матч проти Сенегалу. Однак Аміне був змушений відмовитися від гри за кілька днів до гри через травму. Лекомте отримав виклик до національної футбольної збірної Катару та вперше з'явився в товариській грі проти Алжиру, яку його команда перемогла з рахунком 1:0.

## Досягнення
- Чемпіонат Катару: 2010-2011, 2011-2012, 2013-2014, 2014-2015, 2016-2017, 2017-2018
- Кубок зірок Катару: 2020-2021, 2021-2022
- Кубок Еміра Катару: 2016, 2018, 2019, 2025
- Кубок наслідного принца Катару: 2013, 2015, 2018
- Кубок шейха Яссіма: 2015, 2016